# Buk (Bułgaria)
Buk (bułg. Бук) – wieś w Bułgarii, w obwodzie Kyrdżali, w gminie Krumowgrad. W 2023 roku liczyła 211 mieszkańców.